# Aakatayi
Aakatayi è un film del 2017 diretto da Rom Bhimana.

## Colonna sonora
1. Deepu, Sweekar Agasthi, Karuna – Go Lets Go – 3:41
2. Ramya Behara – Niluvetthuga Nene Neevuga – 4:43
3. Sri Krishna – Anaghaa Anaghaa (Version 1) – 4:11
4. Anurag Kulkarni, Sahithi Chaganti – Pranam Paravana – 4:34
5. Sweekar Agasti – Virigina Aakasanni – 2:49
6. Uma Neha – Aakatayi – 4:13
7. Ramajogayya Sastry – Anaghaa Anaghaa (Version 2) – 4:11